# Bach-Museum
Het Bach-Museum is een museum in Leipzig in de Duitse deelstaat Saksen. Het is gewijd aan de componist Johann Sebastian Bach en zijn familie. Het is gevestigd in het Bosehaus waar ook het Bach-Archiv gevestigd is.
Het museum werd geopend in 1985 en ontving in de eerste dertig jaar 850.000 bezoekers, ofwel een kleine 30.000 per jaar. Tussen oktober 1999 en maart 2000 was het gesloten vanwege een renovatie en werd het museum ingericht met moderne techniek. Ook het vloeroppervlak werd groter en bedroeg sindsdien 230 m². In 2010 werd nogmaals gerenoveerd en sindsdien heeft het een oppervlakte van 450 m².
Naast originele stukken uit het leven van Bach zijn er ook interactieve elementen aan de presentatie toegevoegd. Er staan multimediastations en er kan geëxperimenteerd worden met klanken. Daarnaast worden er in de Zomerzaal (Sommersaal) concerten met barokmuziek opgevoerd.

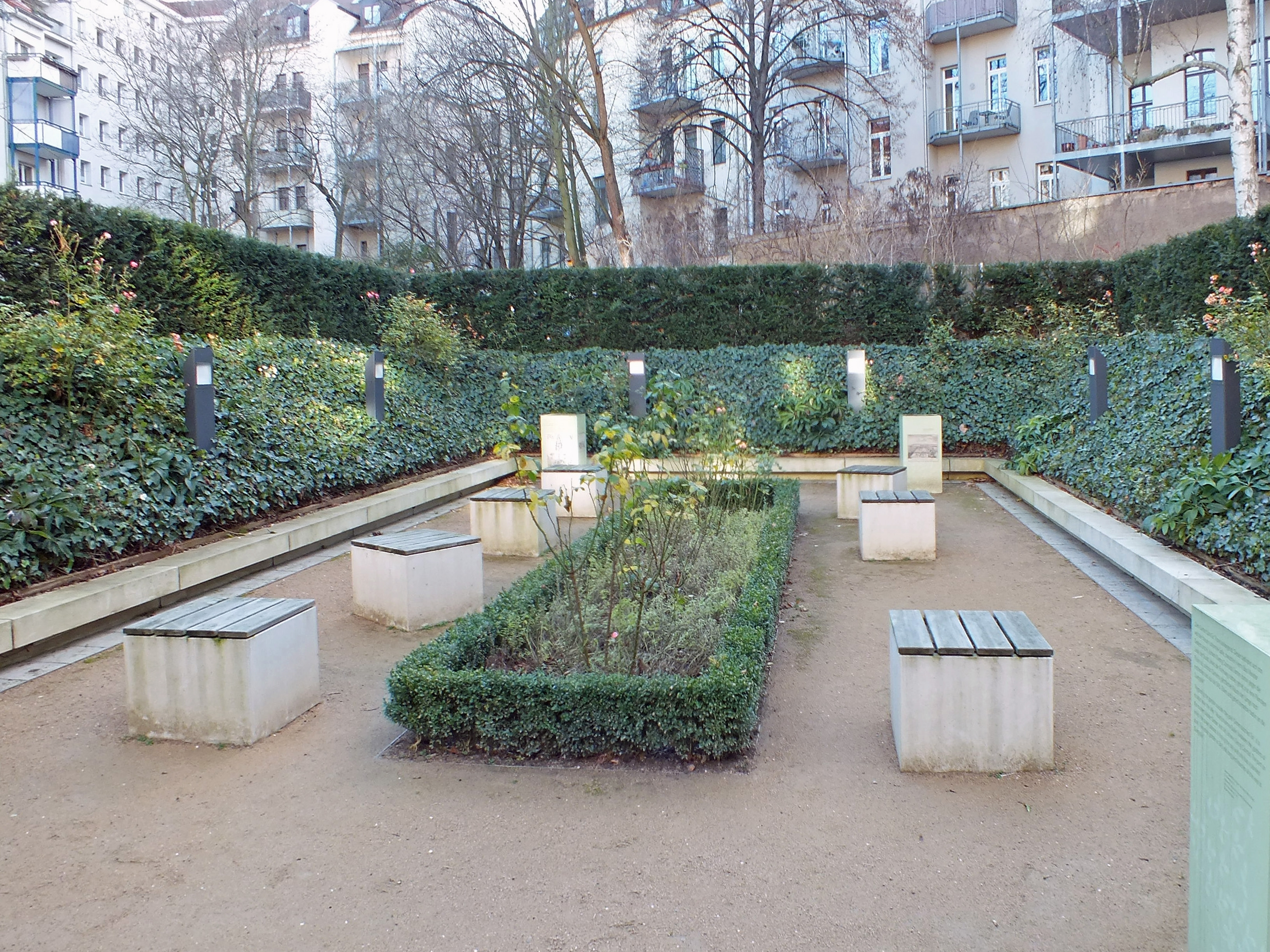
Museumtuin